# Perochirus scutellatus
Espèce
Synonymes
- Hemidactylus ateles var. scutellatus Fischer, 1882

Statut de conservation UICN

 LC  : Préoccupation mineure
Perochirus scutellatus est une espèce de geckos de la famille des Gekkonidae.

## Répartition
Cette espèce est endémique de Pohnpei dans les États fédérés de Micronésie. Elle se rencontre sur l'atoll de Kapingamarangi.

## Description
C'est un geckos insectivore, nocturne et arboricole. Il est brun sombre et gris clair, avec des taches et des points, et parfois avec vert-jaune.
Les mâles sont plus massifs que les femelles.
Les petits ont des couleurs plus pâles et plus claires que les adultes (tirant plus facilement sur le jaune ou le vert), avec moins de motifs.

## Publication originale
- Fischer, 1882 : Herpetologische Bemerkungen. Archiv für Naturgeschichte, vol. 48, p. 281-302 (texte intégral).